# Millbrook, Hampshire
Millbrook är en stadsdel i Southampton i grevskapet Hampshire, i England. Ward hade 16 081 invånare år 2021. Millbrook var en civil parish fram till 1954 när blev den en del av Southampton och Eling. Civil parish hade 6 386 invånare år 1951. Byn nämndes i Domedagsboken (Domesday Book) år 1086, och kallades då Melebroc.